# アイリッシュダービートライアルステークス
デリンズタウンスタッドアイリッシュダービートライアルステークス（Derrinstown Stud Irish Derby Trial Stakes）は、レパーズタウン競馬場の芝10ハロン（約2012メートル）で施行される競馬の競走（国際競走）である。

## 概要
本競走はアイリッシュダービーのトライアル競走として位置付けられているが、ダービーステークスの施行条件であるカラ競馬場の12ハロンとは条件が異なっている。また上位入線によるアイリッシュダービーへの優先出走権も与えられない。
アイリッシュダービーのみならず、本競走出走後にダービーステークス（1972年のロベルト、1982年のゴールデンフリース、2000年のシンダー、2001年のガリレオ、2002年のハイシャパラル）、アイリッシュ2000ギニー（1984年のサドラーズウェルズ）、ベルモントステークス（1990年ゴーアンドゴー）、オークス（1991年のジェットスキーレディ）、キングジョージ6世&クイーンエリザベスステークス（1992年のセントジョヴァイト、2001年のガリレオ、2003年のアラムシャー）といったG1競走を制す馬もいる。特にダービーステークスへの優勝馬が多く、2000年から2002年の3年間は本競走優勝馬がダービーステークスを3連覇している。さらにこの時の3頭はいずれもダービーステークス優勝後にアイリッシュダービーも制している。このように本来アイリッシュダービーへのトライアル競走であるが、多彩なG1競走優勝馬を輩出し出世レースとして挙げられている。
過去に日本産及び調教馬の出走機会は無い。

## 歴史
- 1971年 - 創設。創設時の競走名はニジンスキーステークス（Nijinsky Stakes）。
- 1984年 - この年以降競走名がアイリッシュダービートライアルステークスとなる。
- 2003年 - この年以降格付けがG2となる。
- 2014年 - この年以降格付けがG3となる。
- 2020年 - 新型コロナウイルス感染拡大の影響で6月に順延開催。

## 近年の優勝馬
| 回     | 施行日        | 調教国・優勝馬    | 日本語読み                 | 性齢 | タイム  | 優勝騎手       | 管理調教師       |
| ------ | ------------- | ----------------- | -------------------------- | ---- | ------- | -------------- | ---------------- |
| 第14回 | 1984年5月5日  | Sadler's Wells    | サドラーズウェルズ         | 牡3  | 2:11.50 | G.マクグラス   | M.V.オブライエン |
| 第15回 | 1985年5月11日 | Theatrical        | シアトリカル               | 牡3  | 2:13.80 | M.キネーン     | D.ウェルド       |
| 第16回 | 1986年5月10日 | Toca Madera       | トカマデラ                 | 牡3  |         |                | L.ブラウン       |
| 第17回 | 1987年5月9日  | Seattle Dancer    | シアトルダンサー           | 牡3  | 2:07.90 | C.アスムッセン | M.V.オブライエン |
| 第18回 | 1988年5月7日  | Kris Kringle      | クリスクリングル           | 牡3  | 2:11.20 | J.リード       | M.V.オブライエン |
| 第19回 | 1989年5月13日 | Phantom Breeze    | ファントムブリーズ         | 牡3  | 2:09.60 | M.キネーン     | D.ウェルド       |
| 第20回 | 1990年5月12日 | Anvari            | アンヴァリ                 | 牡3  | 2:03.40 | B.マーカス     | C.ブリテン       |
| 第21回 | 1991年5月11日 | Runyon            | ラニョン                   | 牡3  | 2:07.80 | S.クレイン     | T.スタック       |
| 第22回 | 1992年5月9日  | St. Jovite        | セントジョヴァイト         | 牡3  | 2:10.40 | C.ロシュ       | J.ボルガー       |
| 第23回 | 1993年5月8日  | Perfect Imposter  | パーフェクトインポスター   | 牡3  | 2:07.90 | C.ロシュ       | J.ボルガー       |
| 第24回 | 1994年5月7日  | Artema            | アルテマ                   | 牡3  | 2:08.90 | M.キネーン     | D.ウェルド       |
| 第25回 | 1995年5月13日 | Humbel            | ハンベル                   | 牡3  | 2:06.30 | M.キネーン     | D.ウェルド       |
| 第26回 | 1996年5月11日 | Truth Or Dare     | トゥルースオアデア         | 牡3  | 2:05.00 | C.ロシュ       | C.レルネール     |
| 第27回 | 1997年5月11日 | Ashley Park       | アシュリーパーク           | 牡3  | 2:15.30 | C.ロシュ       | C.オブライエン   |
| 第28回 | 1998年5月10日 | Risk Material     | リスクマテリアル           | 牡3  | 2:06.90 | C.ロシュ       | A.オブライエン   |
| 第29回 | 1999年5月9日  | Port Bayou        | ポートバイユー             | 牡3  | 2:16.00 | P.シャナハン   | D.ウェルド       |
| 第30回 | 2000年5月14日 | Sinndar           | シンダー                   | 牡3  | 2:04.90 | J.ムルタ       | J.オックス       |
| 第31回 | 2001年5月13日 | Galileo           | ガリレオ                   | 牡3  | 2:08.50 | J.ヘファーナン | A.オブライエン   |
| 第32回 | 2002年5月12日 | High Chaparral    | ハイシャパラル             | 牡3  | 2:03.50 | J.ヘファーナン | A.オブライエン   |
| 第33回 | 2003年5月11日 | Alamshar          | アラムシャー               | 牡3  | 2:07.40 | J.ムルタ       | J.オックス       |
| 第34回 | 2004年5月9日  | Yeats             | イェーツ                   | 牡3  | 2:10.30 | J.スペンサー   | A.オブライエン   |
| 第35回 | 2005年5月8日  | Fracas            | フラカス                   | 牡3  | 2:16.40 | J.スペンサー   | D.ワハマン       |
| 第36回 | 2006年5月14日 | Dylan Thomas      | ディラントーマス           | 牡3  | 2:07.80 | J.ヘファーナン | A.オブライエン   |
| 第37回 | 2007年5月13日 | Archipenko        | アーチペンコ               | 牡3  | 2:07.90 | M.キネーン     | A.オブライエン   |
| 第38回 | 2008年5月11日 | Casual Conquest   | カジュアルコンクエスト     | 牡3  | 2:05.35 | P.スマレン     | D.ウェルド       |
| 第39回 | 2009年5月10日 | Fame And Glory    | フェイムアンドグローリー   | 牡3  | 2:03.60 | J.ヘファーナン | A.オブライエン   |
| 第40回 | 2010年5月9日  | Midas Touch       | ミダスタッチ               | 牡3  | 2:02.54 | J.ムルタ       | A.オブライエン   |
| 第41回 | 2011年5月8日  | Recital           | リサイタル                 | 牡3  | 2:04.09 | K.ファロン     | A.オブライエン   |
| 第42回 | 2012年5月13日 | Light Heavy       | ライトヘビー               | 牡3  | 2:11.50 | K.マニング     | J.ボルジャー     |
| 第43回 | 2013年5月12日 | Battle of Marengo | バトルオブマレンゴ         | 牡3  | 2:07.79 | J.オブライエン | A.オブライエン   |
| 第44回 | 2014年5月11日 | Fascinating Rock  | ファッシネイティングロック | 牡3  | 2:14.95 | P.スマレン     | D.ウェルド       |
| 第45回 | 2015年5月10日 | Success Days      | サクセスデイズ             | 牡3  | 2:19.50 | S.Foley        | K.Condon         |
| 第46回 | 2016年5月8日  | Moonlight Magic   | ムーンライトマジック       | 牡3  | 2:07.74 | K.マニング     | J.ボルジャー     |
| 第47回 | 2017年5月7日  | Douglas Macarthur | ダグラスマッカーサー       | 牡3  | 2:09.50 | E.McNamara     | A.オブライエン   |
| 第48回 | 2018年5月13日 | Hazapour          | ハザプール                 | 牡3  | 2:08.58 | D.McDonogh     | D.ウェルド       |
| 第49回 | 2019年5月12日 | Broome            | ブルーム                   | 牡3  | 2:09.18 | D.オブライエン | A.オブライエン   |
| 第50回 | 2020年6月9日  | Cormorant         | コーモラント               | 牡3  | 2:08.88 | P.Beggy        | A.オブライエン   |
| 第51回 | 2021年5月9日  | Bolshoi Ballet    | ボリショイバレエ           | 牡3  | 2:07.37 | R.ムーア       | A.オブライエン   |
| 第52回 | 2022年5月8日  | Stone Age         | ストーンエイジ             | 牡3  | 2:08.25 | R.ムーア       | A.オブライエン   |
| 第53回 | 2023年5月7日  | Sprewell          | スプリウェル               | 牡3  | 2:15.57 | S.フォーリー   | J.ハリントン     |
| 第54回 | 2024年5月12日 | Los Angeles       | ロサンゼルス               | 牡3  | 2:06.82 | W.ローダン     | A.オブライエン   |
| 第55回 | 2025年5月11日 | Delacroix         | ドラクロワ                 | 牡3  | 2:10.59 | W.ローダン     | A.オブライエン   |